# Ina Järlesjö
Ina Mariana Järlesjö, tidigare Rönnqvist, född 19 september 1956 i Norrfjärdens församling, Norrbottens län, är en svensk politiker (kristdemokrat). 

## Biografi
Ina Järlesjö föddes 1956 i Norrfjärden församling. Hon var ersättande riksdagsledamot från 2 mars 2003 till 21 april 2003. I riksdagen var hon suppleant i Försvarsutskottet.